# 철원향교
철원향교(鐵原鄕校)는 대한민국 강원특별자치도 철원군에 있는 향교이다. 2016년 9월 27일 철원군의 향토문화유산 제3호로 지정되었다.

## 개요
철원향교는 태봉국 시절 왕건의 사저 자리(現 月下里)에 설립하였다 하나 건조년대는 미상이다.
조선 선조 원년(서기 1568년) 유림들에 의해 중건되었으며 임진왜란(서기 1595년)의 병화로 소실되었다. 그 후 인조 15년(서기 1637년) 유림들이 재건하였으며 일제치하에서는 군수 유흥종(柳興鍾)이 대성전과 명륜당 등을 중축하였는데 해방 후 공산치하에서 재산이 몰수돼 고아원으로 활용하던 중에 6·25전란으로 소실되었다.
1945년 수복 후 일시 포충사(褒忠祠)로 옮겨 모셔졌다가 유림들의 협조와 정부보조로 화지리로 이전하여 관리하다가 원위치 복원계획(종전 월하초교 부지)에 따라 2004년 12월에 포충사로 임시 이전하였다. 2009년 철원읍 화지리 284번지에 철원향교를 복원하여 그 맥을 이어가고 있다.
철원향교 대성전 문묘(文廟)에 봉안된 25위의 명단은 다음과 같다.
- 五聖 : 孔子, 顔子, 子思, 曾子, 孟子
- 二十賢 : 薛聰, 程顥, 安珦, 金宏弼, 趙光祖, 李滉, 李珥, 金長生, 金集, 安浚吉, 崔致遠, 朱喜, 鄭夢周, 鄭汝昌, 李彦迪, 金麟厚, 成渾, 趙憲, 宋時烈, 朴世采

## 같이 보기
- 철원향교지 - 강원도 기념물 제87호